# An American Widow
An American Widow je americký film z roku 1917, který natočil režisér Frank Reicher. Předlohou mu byla stejnojmenná divadelní hra od Kelletta Chamberse z roku 1909. Hlavní role ve filmu ztvárnili Ethel Barrymore a Irving Cummings. Film byl uveden 17. prosince 1917 společností Metro Pictures. Jde o němý film s anglickými titulky.

## Obsazení
| Ethel Barrymore | Elizabeth Carter   |
| Irving Cummings | Jasper Mallory     |
| Dudley Hawley   | Earlof Dettminster |
| Ernest Stallard | Augustus Tucker    |
| Charles Dickson | Theodore Bacon     |
| Alfred Kappler  | Pitney Carter      |
| Arthur Lewis    |                    |
| Pearl Browne    |                    |